# In fondo al blu
In fondo al blu è un singolo del gruppo musicale italiano Colla Zio, pubblicato il 2 giugno 2023 come sesto estratto dal loro primo album in studio Rockabilly Carter.